# Бердянський прикордонний загін
8-й Бердянський прикордонний загін (в/ч 1491) — територіальний орган охорони кордону в системі Державної прикордонної служби України, який входить до складу Південного регіонального управління. Бердянський прикордонний загін охороняє ділянку відповідальності у межах 4 районів Запорізької області (Якимівський, Приазовський, Приморський, Бердянський) та на Азовському морі, загальна протяжність ділянки складає — 395,5 км.
Прикордонний контроль здійснюється в 2 пунктах пропуску: для повітряного сполучення — «Запоріжжя», морського сполучення — «Бердянський морський торговельний порт».
19 липня 2023 року 8 прикордонний загін Державної прикордонної служби України указом Президента України Володимира Зеленського відзначений почесною відзнакою «За мужність та відвагу».

## Історія
Згідно з указом Президента України від 16 листопада 2000 року, Директиви Голови Державного комітету у справах охорони державного кордону України від 10 лютого 2001 року за номером 19 був створений
Бердянський прикордонний загін. З 15 квітня 2001 року персонал прикордонного загону приступив до виконання завдань.
До складу прикордонного загону увійшли 5 прикордонних застав, 2 відділення прикордонного контролю та підрозділи забезпечення, які взяли під охорону ділянку державного кордону по узбережжю Азовського моря в межах Запорізької та Херсонської областей.
На базі Бердянського прикордонного загону вперше в історії Прикордонних військ України було започатковано експеримент з впровадження інституту інспекторів прикордонної служби.
Першим начальником Бердянського прикордонного загону було призначено полковника ПОДОПЛЄЛОВА Анатолія Серафімовича, начальником штабу — полковника ФОМЕНКА Сергія Геннадійовича.
У зв'язку з реформуванням підрозділів у відділи прикордонної служби з травня 2008 року до складу Бердянського прикордонного загону входили: відділ прикордонної служби «Генічеськ», відділ прикордонної служби «Кирилівка», відділ прикордонної служби «Приазовськ», відділ прикордонної служби «Бердянськ», відділ прикордонної служби «Запоріжжя», прикордонний пост «Приморськ», мобільна прикордонна застава «Бердянськ», З початком збройної агресії РФ були створені нові підрозділи охорони ДКУ: прикордонна комендатура «Бердянськ», впс «Чонгар», впс «Благовіщенка», впс «Мелітополь», впс «Приморськ».
Відкрито та організовано роботу КПВВ «Чонгар», «Мелітополь» та «Новоолексіївка».

Сьогодні основні зусилля Бердянського прикз зосереджуються на реалізації завдань визначених Концепцією сектору безпеки і оборони, рішень Колегій Служби та регіонального управління:

## Склад загону
До складу загону входять:
1. управління загону;
2. 5 відділів прикордонної служби: впс «Кирилівка», впс"Приазовськ", впс «Приморськ», впс «Бердянськ», впс «Запоріжжя»;
3. впс (тип С);
4. підрозділи забезпечення.

## Втрати
- 29 травня 2024 - Пейчев Роман Іванович, 43 роки. Штаб-сержант, інспектор прикордонної служби вищої категорії-начальник другої групи інспекторів прикордонної служби першого відділення інспекторів прикордонної служби Четвертої прикордонної застави восьмого прикордонного загону. Загинув в с. Мар’ївка Нікопольського району Дніпропетровської області[3].

## Командири
- полковник ПОДОПЛЄЛОВ Анатолій Серафімович (квітень 2001 — листопад 2002);
- полковник ПЛУЖНИК Василь Петрович (березень 2003 — листопад 2004);
- полковник ЗАМЕЛЮК Микола Павлович (лютий 2005 — вересень 2006);
- полковник РАДАЄВ Анатолій Валерійович (вересень 2006- вересень 2008);
- полковник ВЕРЕТІЛЬНИК Віталій Вікторович (вересень 2008 — грудень 2011);
- полковник МАРЧУК Володимир Миколайович (грудень 2011 — лютий 2014);
- полковник ЧЕРНОВ Юрій Михайлович (лютий 2014 — грудень 2014);
- полковник БРИЦЬКИЙ Вадим Васильович (грудень 2014 — липень 2015);
- підполковник ПОПИК Олександр Миколайович (липень 2015– грудень 2015);
- полковник МАРТИНЮК Олександр Володимирович (січень 2016 — травень 2018);
- полковник КОВАЛЬЧУК Юрій Борисович (травень 2018 — грудень 2019);
- полковник ЦИМБАЛ Руслан Олександрович (січень 2020 — серпня 2020)
- полковник ЧИЧАНОВСЬКИЙ Олег Володимирович (з серпня 2020 — по вересень 2022)
- полковник ГІДЗУЛА Володимир Олександрович (з вересня 2022  - грудень 2023)
- полковник ПАВЛИК Олександр Миколайович (грудень 2023 - червень 2024)
- полковник МАНДЗЮК Олександр Васильович (червень 2024 - по т.ч.)